# Sliven (obchtina)
Sliven (bulgare : Сливен) est une obchtina de l'oblast de Sliven en Bulgarie.